# Cadeilhan
 Cadeilhan  (en occitano Cadelhan) es una población y comuna francesa, ubicada en la región de Mediodía-Pirineos, departamento de Gers, en el distrito de Condom y cantón de Saint-Clar.

## Demografía
| 132 | 111 | 121 | 117 | 100 | 100 |
| Para los censos de 1962 a 1999 la población legal corresponde a la población sin duplicidades (Fuente: INSEE [Consultar]) |     |     |     |     |     |